# GILSTORY娱乐
GILSTORY娱乐（韓語：길스토리이엔티），或GILSTORY Entertainment、GILSTORYENT，是韩国演员金南佶和电影制作公司Sanai Pictures代表韩载德于2021年设立的艺人经纪公司。

## 旗下艺人
- 金南佶
- 金重熙（2022年—）[3]
- 景盛煥（2022年—）[4]
- 李时厚（2022年—）[5]
- 姜彩英（2022年—）[6]
- 趙在熙
- 卢以真
- 盛駿（2023年—）[7]
- 蔡徐恩（2023年—）[8]
- 尹智贤（2023年—）

## 過往藝人
- 李秀敬（2021年—2023年）
- 孔成夏（2023年—2025年）[9]

## 影視製作
- 2022年：TVING《ISLAND》